# Kodeksy Ashburnham
Kodeksy Ashburnham I i II – XV-wieczny zbiór pism i notatek sporządzonych przez Leonarda da Vinci. Kodeksy znajdują się obecnie w Institut de France w Paryżu.
Pierwszy tom Kodeksu składa się z notatek z lat 1486–1490, drugi z notatek z lat 1490–1492. Początkowo wchodził w skład Manuskryptów paryskich A i B. W latach 40. XIX wieku hrabia Gugliel Libri ukradł karty 84–114 z Manuskryptu paryskiego A oraz karty 91–100 z Manuskryptu paryskiego B. W 1875 roku hrabia sprzedał skradzioną kolekcję lordowi Ashburnham. W 1890 roku lord Ashburnham oddał notatki do zbiorów w Paryżu.
W literaturze Kodeksy Ashburnham są opisywane jako samodzielne kodeksy lub jako fragmenty Manuskryptów paryskich A i B.

## Opis wybranej strony
Renesansowi teoretycy, tacy jak Leone Battista Alberti, projektowali kościoły o z centralizowanym układzie kopuły głównej. Inspiracje czerpali od rzymskiego architekta Witruwiusza, który twierdził w swoim traktacie o architekturze, iż idealna świątynia jest zbudowana na planie okręgu.
Na jednym z arkuszy Leonardo da Vinci przedstawia studia architektoniczne w postaci ilustracji kościoła. Kościoły i ich centralna część projektowana była na bazie kołowym, ośmiokątnym lub wielobocznych planach. Większe kościoły były oparte na planie kwadratowym z centralną kopułą pośrodku i z czterema kaplicami bocznymi. Małe kościoły widoczne na arkuszu po bokach ilustrują alternatywne rozwiązania projektowe z powiązaniem tych samych geometrycznych części. Wszystkie szkice są narysowane w przestrzeni widoczne z lotu ptaka. Projekty te pozbawione skali i wymiarów nie były przeznaczone do realizacji. Są architektonicznymi fantazjami Leonarda da Vinci, który badał możliwości połączenia w różny sposób architektonicznych form. Arkusz ten obrazuje procesy tworzenia i próby charakterystyczne dla Leonarda da Vinci.